# Zammelsberg
Zammelsberg ist eine Ortschaft in der Gemeinde Weitensfeld im Gurktal im Bezirk St. Veit an der Glan in Kärnten. Die Ortschaft hat 80 Einwohner (Stand 1. Jänner 2024).

## Lage
Zammelsberg liegt im Südwesten der Gemeinde Weitensfeld, auf dem Gebiet der Katastralgemeinde Wullroß, etwa 3 ½ km Luftlinie bzw. etwa 6 Straßenkilometer südwestlich des Gemeindehauptorts Weitensfeld. Der Ort liegt auf dem Zammelsberger Rücken, dem Höhenzug, der sich zwischen Gurktal und Wimitztal erstreckt.
Nur wenige Häuser im Dorf tragen Vulgonamen: Aspelter (Hausnr. 4), Leitgeb (Nr. 5), Rainbauer (Nr. 8), Kirchenwirt (Nr. 11), Pirker (Nr. 12), Schneider (Nr. 16), Muhrenkeusche (Nr. 17).

## Kulturdenkmale
Im Ort befindet sich die spätgotische Pfarrkirche Zammelsberg.
Im Dichterhain Zammelsberg erinnern Gedenksteine an Dutzende Kärntner Dichter.

## Geschichte
Über Zammelsberg führte schon in der Antike ein Weg von der Adria über den Raum Feldkirchen ins Gurktal und weiter ins Murtal.
Der Ort wird zwischen 1050 und 1065 als Zomoltesperga erwähnt, 1260 als mons Comoldini. Schon Mitte des 11. Jahrhunderts gab es hier eine Kirche, 1131 wird eine Pfarre erwähnt. Bei der Kirche befand sich im Mittelalter eine Heilquelle.
Ende des 15. Jahrhunderts wurde die Kirche nach Einfällen der Türken und Ungarn befestigt.
Bei Gründung der Ortsgemeinden Mitte des 19. Jahrhunderts kam Zammelsberg an die Gemeinde Weitensfeld.
Bei der Kärntner Gemeindestrukturreform von 1973 kam Zammelsberg an die damals neu errichtete Gemeinde Weitensfeld-Flattnitz, bei deren Auflösung 1991 wieder zur Gemeinde Weitensfeld im Gurktal.

## Bevölkerungsentwicklung
Für die Ortschaft ermittelte man folgende Einwohnerzahlen:
- 1816: 49 Einwohner[2]
- 1869: 9 Häuser, 55 Einwohner[3]
- 1880: 8 Häuser, 43 Einwohner[4]
- 1890: 8 Häuser, 63 Einwohner[5]
- 1900: 10 Häuser, 60 Einwohner[6]
- 1910: 11 Häuser, 54 Einwohner[7]
- 1923: 11 Häuser, 55 Einwohner[8]
- 1934: 74 Einwohner[9]
- 1961: 14 Häuser, 66 Einwohner[10]
- 2001: 23 Gebäude (davon 21 mit Hauptwohnsitz) mit 23 Wohnungen; 79 Einwohner und 2 Nebenwohnsitzfälle; 22 Haushalte; 3 Arbeitsstätten, 6 land- und forstwirtschaftliche Betriebe[11]
- 2011: 27 Gebäude, 82 Einwohner, 26 Haushalte, 4 Arbeitsstätten[12]
- 2021: 30 Gebäude, 75 Einwohner, 33 Haushalte, 6 Arbeitsstätten[13]

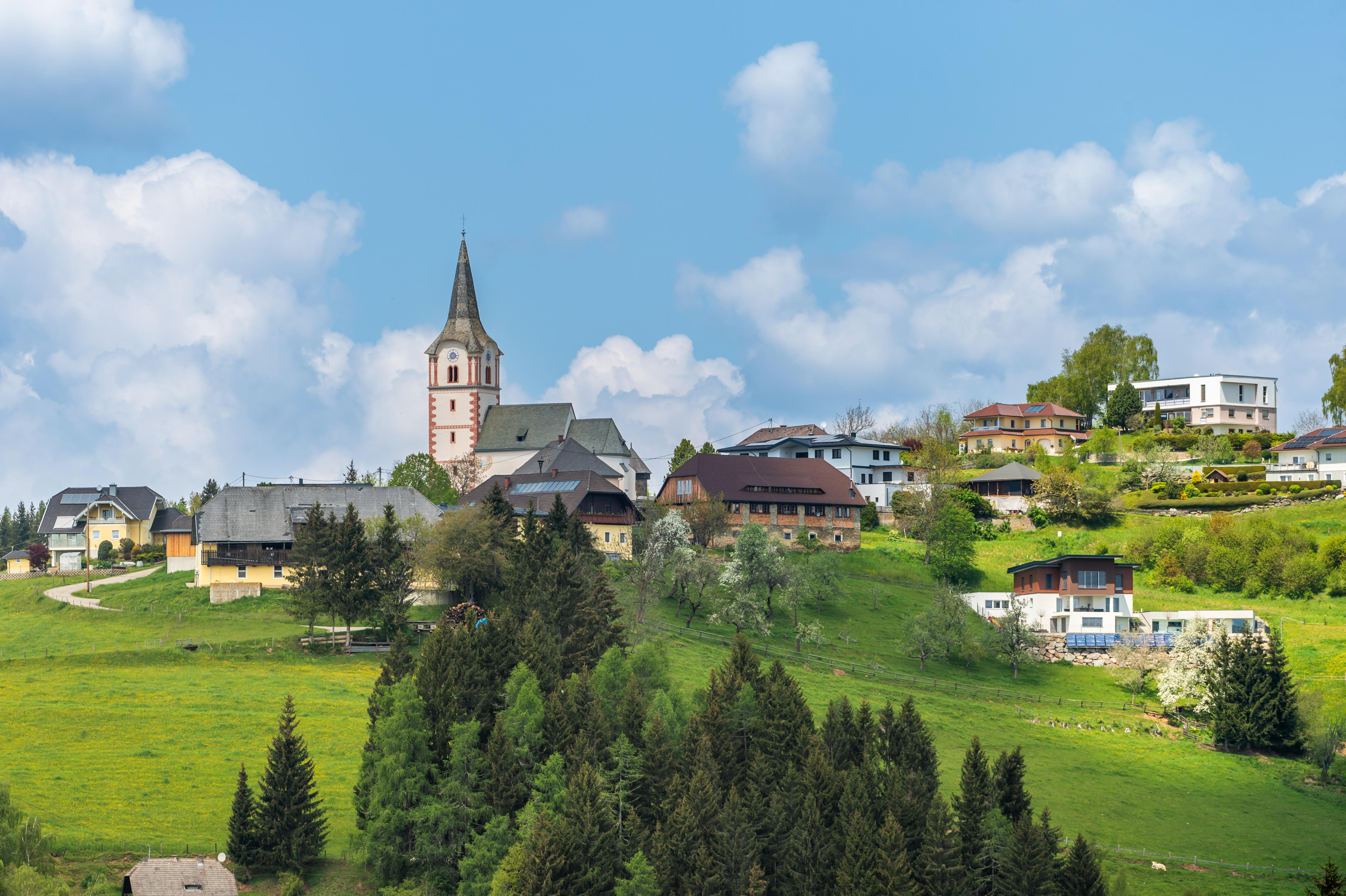
Zammelsberg
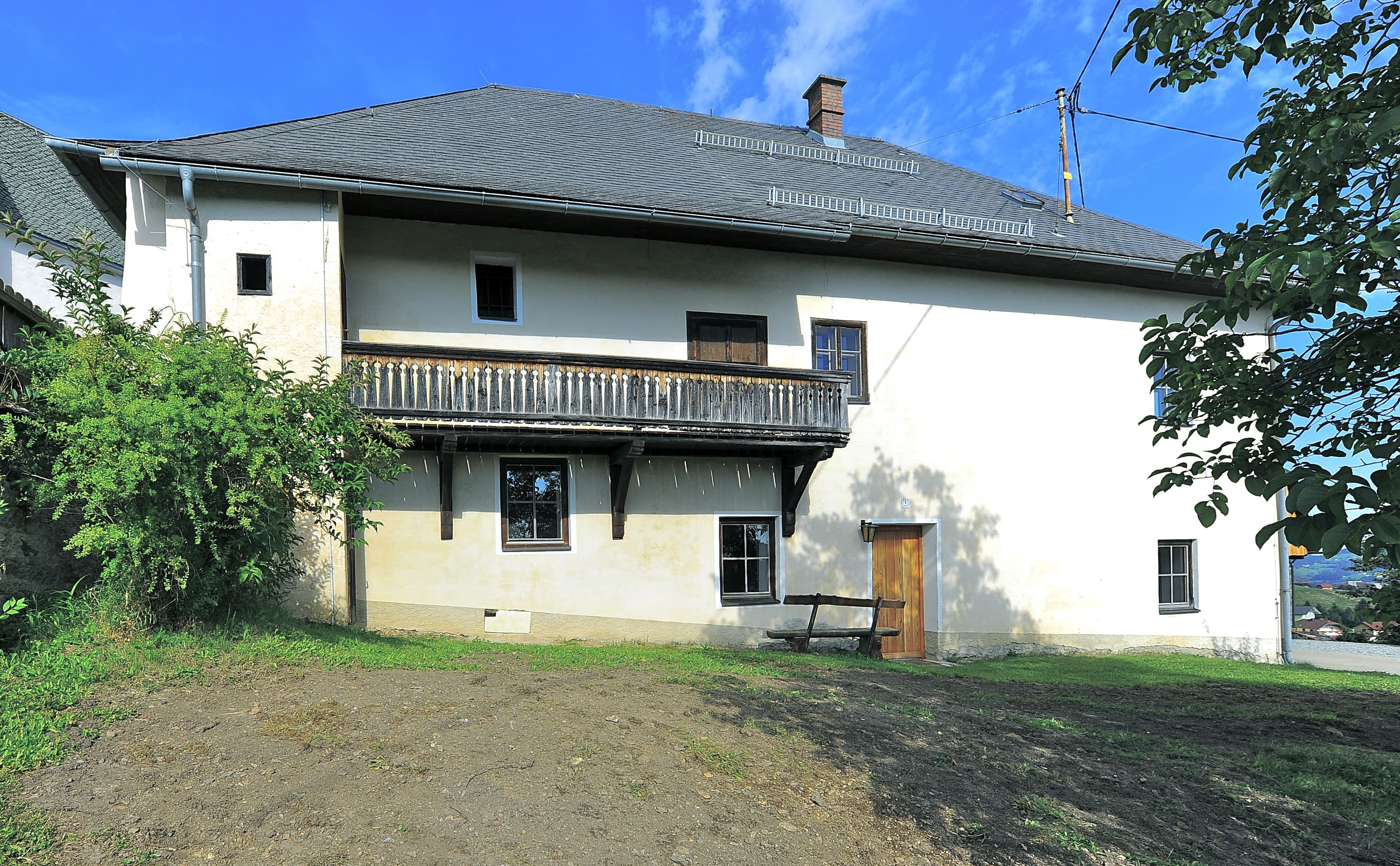
Pfarrhof
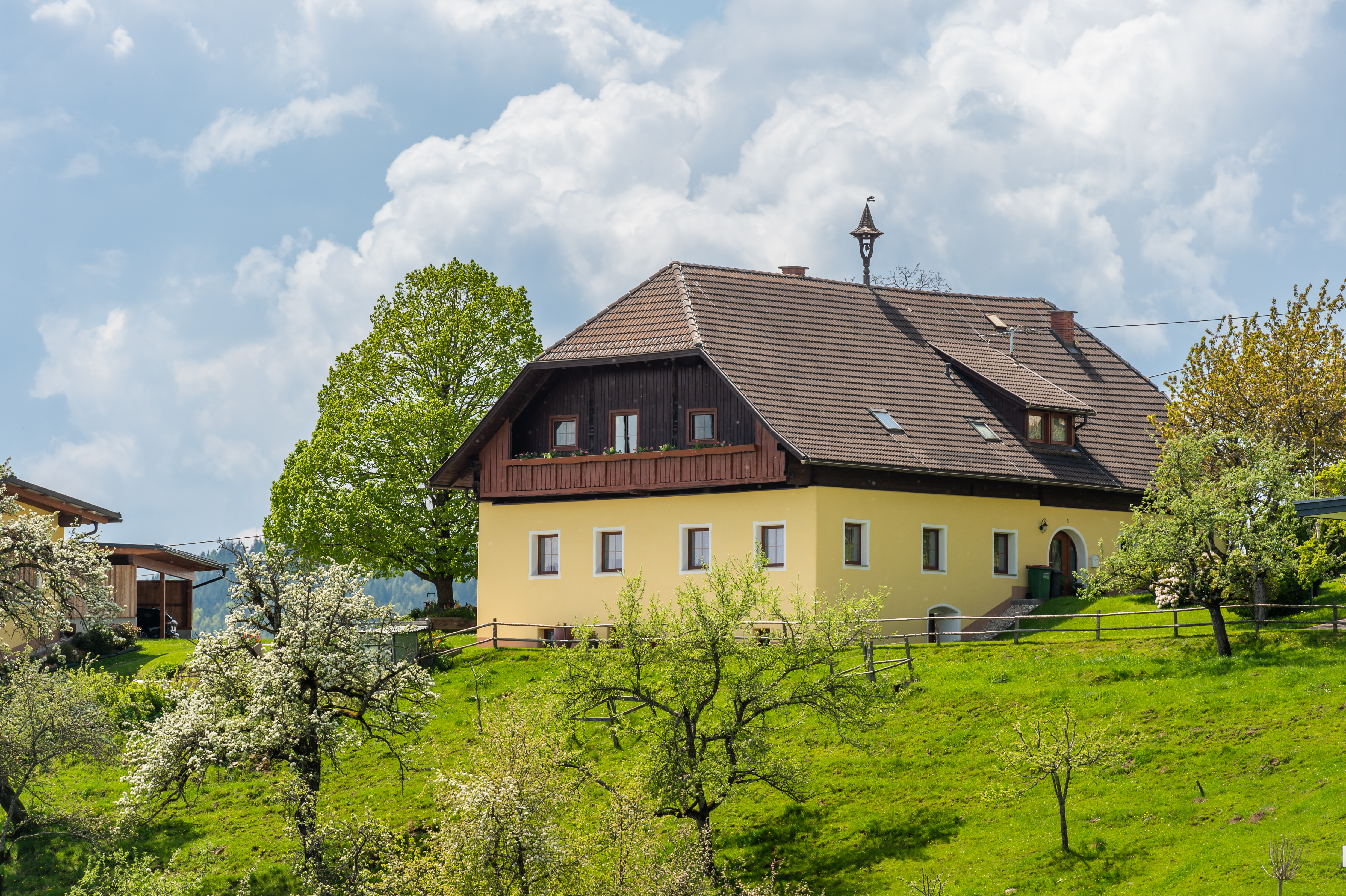
Haus Leitgeb (Nr. 5)
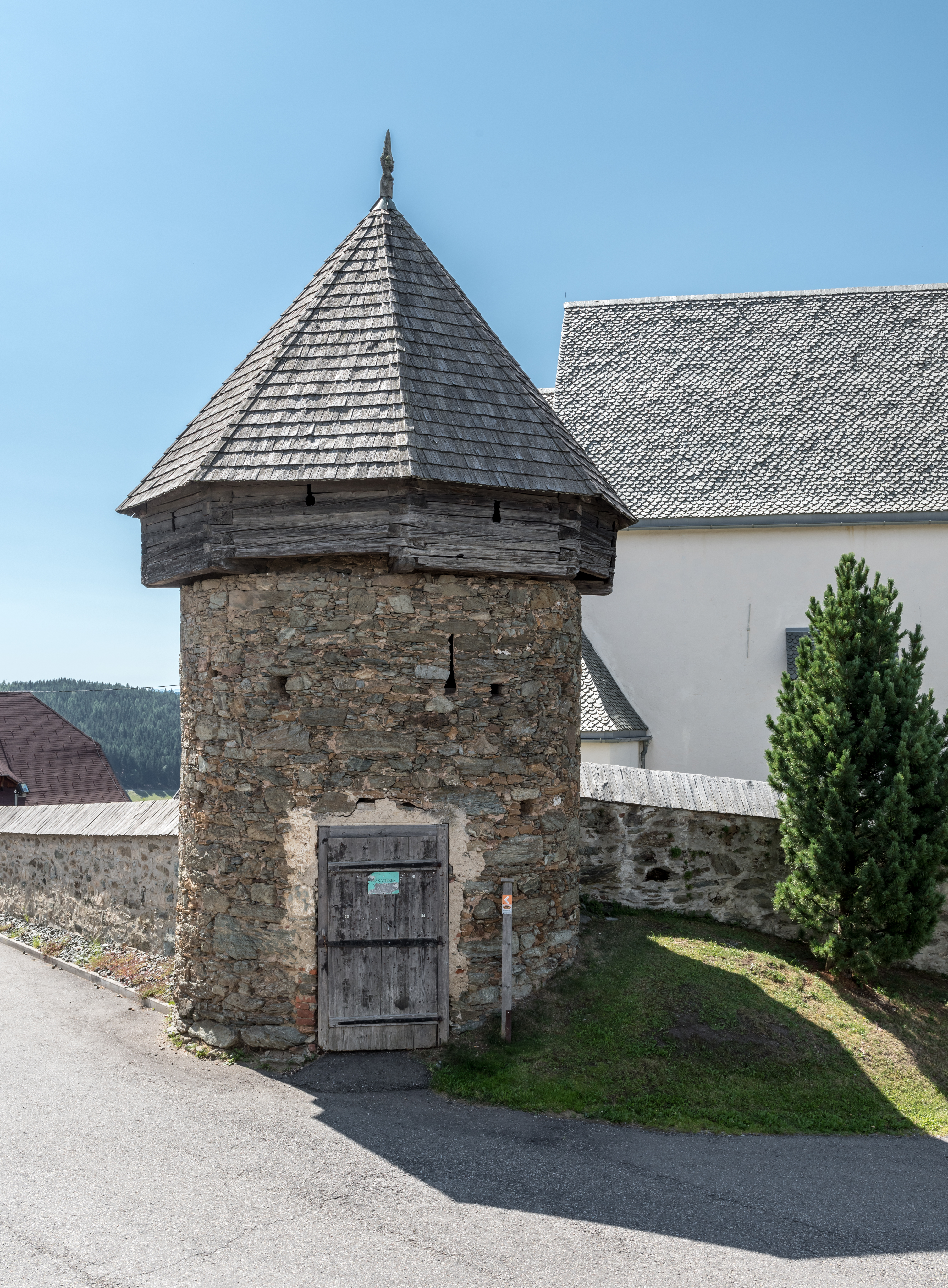
Turm am Wehrfriedhof
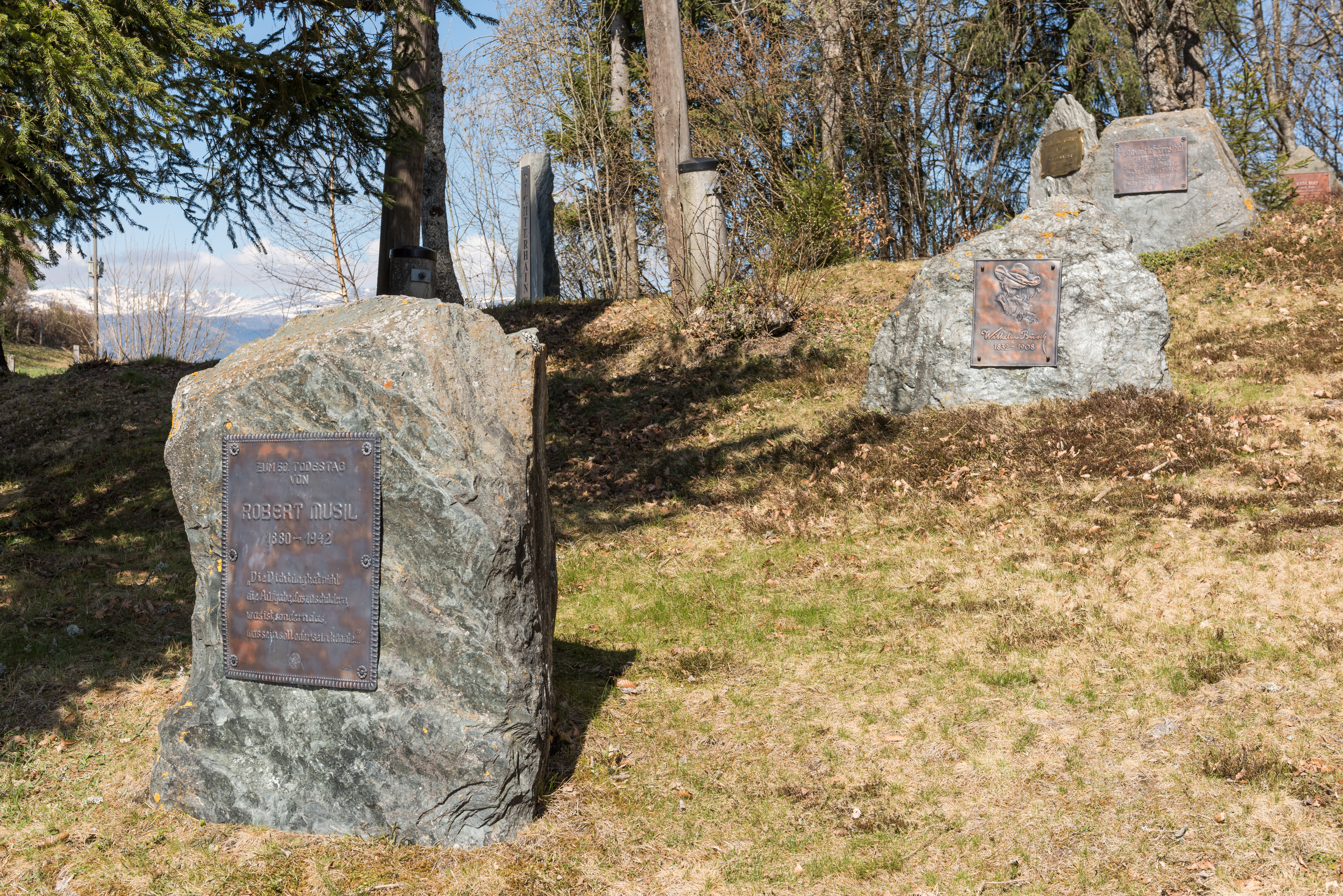
Dichterhain